# Salavarria
Salavarria es un apellido español, siendo mayormente utilizado en la comunidad autónoma de País Vasco y en la Comunidad Foral de Navarra. También en el sur de Francia o Iparralde.
Salavarria proviene del idioma vasco o euskera y está compuesto de dos palabras: Sala= cortijo o casa de campo, y barría= nuevo, por ende su traducción sería Nuevo Cortijo. La palabra nuevo en euskera es barri o berri según la región, entonces también es correcto decir Salabarri o Salaberri.

## Formas de escribir el apellido.
El idioma euskera no posee la letra v, solo la letra b. Como existen dos formas de escribir la palabra nuevo en euskera, el apellido ha experimentado varias transformaciones: Salabarri (a) – Salaberri (a)- usadas en Europa; el resto de las variantes fueron empleadas en Latinoamérica: Salavarri (a) – Salaverri (a)- Salavarry (a) – Salaverry (a)- Salabarry (a) – Salaberry (a),

## Ubicación geográfica
El apellido y sus variantes han sido transportados por España desde las Comunidades de Navarra y País Vasco hasta las Islas Canarias y desde allí por toda América. Encontrándose registros inclusive en la América Anglosajona, también se pueden encontrar registros via internet en Filipinas del apeliido Salabarria.